# Вали (Витербо)
Вали је насеље у Италији у округу Витербо, региону Лацио.
Према процени из 2011. у насељу је живело 246 становника. Насеље се налази на надморској висини од 79 м.